# Bislett Games 2023
Die Bislett Games 2023 waren eine Leichtathletik-Veranstaltung, die am 15. Juni im Bislett-Stadion in der norwegischen Hauptstadt Oslo stattfand und Teil der Diamond League war. Es war dies das fünfte Meeting dieser Veranstaltungsreihe.

## Ergebnisse

### Männer

#### 200 m
| Platz | Athlet            | Land | Zeit (s)    |
| ----- | ----------------- | ---- | ----------- |
| 1     | Erriyon Knighton  | USA  | 19,77 MR SB |
| 2     | Reynier Mena      | CUB  | 20,09       |
| 3     | Joseph Fahnbulleh | LBR  | 20,23       |
| 4     | Alexander Ogando  | DOM  | 20,27       |
| 5     | Andre De Grasse   | CAN  | 20,33 SB    |
| 6     | Joshua Hartmann   | GER  | 20,39 SB    |
| 7     | Mouhamadou Fall   | FRA  | 20,65       |
| 8     | Luxolo Adams      | RSA  | 20,79 SB    |

Wind: +0,6 m/s

#### 400 m
| Platz | Athlet                    | Land | Zeit (s) |
| ----- | ------------------------- | ---- | -------- |
| 1     | Wayde van Niekerk         | RSA  | 44,38    |
| 2     | Muzala Samukonga          | ZAM  | 44,49    |
| 3     | Vernon Norwood            | USA  | 44,51 SB |
| 4     | Håvard Bentdal Ingvaldsen | NOR  | 44,86 NR |
| 5     | Matthew Hudson-Smith      | GBR  | 44,92 SB |
| 6     | Bayapo Ndori              | BOT  | 44,99    |
| 7     | Zakhiti Nene              | RSA  | 45,34    |
| 8     | Anthony Zambrano          | COL  | 46,45    |

#### 1500 m
| Platz                     | Athlet                     | Land | Zeit (min)       |
| ------------------------- | -------------------------- | ---- | ---------------- |
| 1                         | Jakob Ingebrigtsen         | NOR  | 3:27,95 WL MR AR |
| 2                         | Mohamed Katir              | ESP  | 3:28,89 SB       |
| 3                         | Yared Nuguse               | USA  | 3:29,02 AR       |
| 4                         | Timothy Cheruiyot          | KEN  | 3:29,08 SB       |
| 5                         | Mario García               | ESP  | 3:29,18 PB       |
| 6                         | Azeddine Habz              | FRA  | 3:29,26 PB       |
| 7                         | Oliver Hoare               | AUS  | 3:29,41 AR       |
| 8                         | Narve Gilje Nordås         | NOR  | 3:29,47 PB       |
| 9                         | Josh Kerr                  | GBR  | 3:30,07 SB       |
| 10                        | Neil Gourley               | GBR  | 3:30,88 PB       |
| 11                        | Abel Kipsang               | KEN  | 3:31,76 SB       |
| 12                        | Andreas Almgren            | SWE  | 3:32,00 NR       |
| 13                        | Teddese Lemi               | ETH  | 3:32,24 SB       |
| 14                        | Charles Grethen            | LUX  | 3:36,27 SB       |
|                           | Mounir Akbache (Pacemaker) | FRA  | DNF              |
| Filip Ingebrigtsen        | NOR                        | DNF  |                  |
| Boaz Kiprugut (Pacemaker) | KEN                        | DNF  |                  |

#### 5000 m
| Platz                       | Athlet                    | Land | Zeit (min)          |
| --------------------------- | ------------------------- | ---- | ------------------- |
| 1                           | Yomif Kejelcha            | ETH  | 12:41,73 WL MR PB   |
| 2                           | Jacob Kiplimo             | UGA  | 12:41,73 =WL =MR PB |
| 3                           | Telahun Haile Bekele      | ETH  | 12:46,21 PB         |
| 4                           | Joe Klecker               | USA  | 12:56,59            |
| 5                           | Luis Grijalva             | GTM  | 12:56,63            |
| 6                           | Thierry Ndikumwenayo      | ESP  | 12:58,60 PB         |
| 7                           | Samuel Tefera             | ETH  | 13:02,09            |
| 8                           | Ishmael Kipkurui          | KEN  | 13:05,47 PB         |
| 9                           | Paul Chelimo              | USA  | 13:06,78 SB         |
| 10                          | Magnus Tuv Myhre          | NOR  | 13:09,44 PB         |
| 11                          | Henrik Ingebrigtsen       | NOR  | 13:18,04            |
| 12                          | Adel Mechaal              | ESP  | 13:22,31 SB         |
| 13                          | Cornelius Kemboi          | KEN  | 13:22,35            |
| 14                          | Zerei Kbrom Mezngi        | NOR  | 13:27,31 PB         |
| 15                          | Awet Nftalem Kibrab       | NOR  | 13:30,96            |
| 16                          | Jack Rayner               | AUS  | 13:38,11 SB         |
|                             | Callum Davies (Pacemaker) | AUS  | DNF                 |
| Žan Rudolf (Pacemaker)      | SVN                       | DNF  |                     |
| Fredrik Sandvik (Pacemaker) | NOR                       | DNF  |                     |

#### 400 m Hürden
| Platz | Athlet              | Land | Zeit (s)        |
| ----- | ------------------- | ---- | --------------- |
| 1     | Karsten Warholm     | NOR  | 46,52 WL DLR MR |
| 2     | CJ Allen            | USA  | 47,58 PB        |
| 3     | Wilfried Happio     | FRA  | 48,13 SB        |
| 4     | Ludvy Vaillant      | FRA  | 48,59           |
| 5     | Trevor Bassitt      | USA  | 48,63           |
| 6     | Khallifah Rosser    | USA  | 48,87           |
| 7     | Abdelmalik Lahoulou | ALG  | 49,27           |
| 8     | Julien Watrin       | BEL  | 49,45 SB        |

#### Stabhochsprung
| Platz | Athlet                | Land | Höhe (m) |
| ----- | --------------------- | ---- | -------- |
| 1     | Armand Duplantis      | SWE  | 6,01     |
| 2     | Christopher Nilsen    | USA  | 5,91     |
| 3     | Ernest John Obiena    | PHI  | 5,81     |
| 4     | Sam Kendricks         | USA  | 5,71     |
| 5     | Ben Broeders          | BEL  | 5,71     |
| 6     | Sondre Guttormsen     | NOR  | 5,71     |
| 7     | Pål Haugen Lillefosse | NOR  | 5,61     |
| 8     | Renaud Lavillenie     | FRA  | 5,41     |
| 8     | Bo Kanda Lita Baehre  | GER  | 5,41     |
|       | Simen Guttormsen      | NOR  | NMH      |

#### Weitsprung
| Platz | Athlet              | Land | Weite (m) |
| ----- | ------------------- | ---- | --------- |
| 1     | Simon Ehammer       | SUI} | 8,32 SB   |
| 2     | Marquis Dendy       | USA  | 8,26      |
| 3     | Miltiadis Tendoglou | GRC  | 8,21      |
| 4     | Steffin McCarter    | USA  | 8,04 SB   |
| 5     | Thobias Montler     | SWE  | 8,01 SB   |
| 6     | Tajay Gayle         | JAM  | 7,87      |
| 7     | Ingar Kiplesund     | NOR  | 7,75      |
| 8     | Sander Skotheim     | NOR  | 7,74 =PB  |
| 9     | Henrik Flåtnes      | NOR  | 7,66      |

### Frauen

#### 100 m
| Platz | Athletin            | Land | Zeit (s)    |
| ----- | ------------------- | ---- | ----------- |
| 1     | Marie-Josée Ta Lou  | CIV  | 10,75 WL MR |
| 2     | Anthonique Strachan | BAH  | 10,92 PB    |
| 3     | Shericka Jackson    | JAM  | 10,98       |
| 4     | Dina Asher-Smith    | GBR  | 10,98 =SB   |
| 5     | Daryll Neita        | GBR  | 10,98       |
| 6     | Ewa Swoboda         | POL  | 11,07       |
| 7     | Imani Lansiquot     | GBR  | 11,10       |
| 8     | Gina Bass           | GAM  | 11,22 =SB   |

Wind: +0,9 m/s

#### Meile
| Platz | Athletin                    | Land | Zeit (min)          |
| ----- | --------------------------- | ---- | ------------------- |
| 1     | Birke Haylom                | ETH  | 4:17,13 WL MR WU20R |
| 2     | Cory McGee                  | USA  | 4:18,11 PB          |
| 3     | Jessica Hull                | AUS  | 4:18,24 AR          |
| 4     | Nikki Hiltz                 | USA  | 4:18,38 PB          |
| 5     | Worknesh Mesele             | ETH  | 4:19,09 SB          |
| 6     | Linden Hall                 | AUS  | 4:19,60 PB          |
| 7     | Hirut Meshesha              | ETH  | 4:20,00 SB          |
| 8     | Winnie Nanyondo             | UGA  | 4:20,03 SB          |
| 9     | Janat Chemusto              | UGA  | 4:20,04 PB          |
| 10    | Josette Andrews             | USA  | 4:21,98 PB          |
| 11    | Ciara Mageean               | IRL  | 4:22,03 SB          |
| 12    | Axumawit Embaye             | ETH  | 4:24,01 SB          |
| 13    | Claudia Bobocea             | ROU  | 4:25,02 PB          |
| 14    | Gabriela DeBues-Stafford    | CAN  | 4:32,59 SB          |
|       | Ellie Sanford (Pacemakerin) | AUS  | DNF                 |

#### 3000 m
| Platz | Athletin                     | Land | Zeit (min)       |
| ----- | ---------------------------- | ---- | ---------------- |
| 1     | Beatrice Chebet              | KEN  | 8:25,01 WL MR PB |
| 2     | Lilian Kasait Rengeruk       | KEN  | 8:25,90 PB       |
| 3     | Margaret Kipkemboi           | KEN  | 8:26,14 SB       |
| 4     | Alicia Monson                | USA  | 8:29,43 SB       |
| 5     | Weini Kelati                 | USA  | 8:32,50 PB       |
| 6     | Sarah Chelangat              | UGA  | 8:32,53 NR       |
| 7     | Agnes Jebet Ngetich          | KEN  | 8:32,62 PB       |
| 8     | Caroline Nyaga               | KEN  | 8:34,85 SB       |
| 9     | Maureen Koster               | NED  | 8:35,93 PB       |
| 10    | Elly Henes                   | USA  | 8:36,86 PB       |
| 11    | Emily Infeld                 | USA  | 8:41,29 PB       |
| 12    | Hawi Feysa                   | ETH  | 8:49,89 SB       |
| 13    | Jessica Warner-Judd          | GBR  | 8:53,10 SB       |
| 14    | Diane van Es                 | NED  | 8:56,28 SB       |
|       | Sarah Billings (Pacemakerin) | AUS  | DNF              |

#### 400 m Hürden
| Platz | Athletin            | Land | Zeit (s)    |
| ----- | ------------------- | ---- | ----------- |
| 1     | Femke Bol           | NED  | 52,30 WL MR |
| 2     | Rushell Clayton     | JAM  | 53,84 SB    |
| 3     | Gianna Woodruff     | PAN  | 54,46 SB    |
| 4     | Janieve Russell     | JAM  | 54,91 SB    |
| 5     | Anna Hall           | USA  | 55,28       |
| 6     | Wiktorija Tkatschuk | UKR  | 55,36       |
| 7     | Anna Ryschykowa     | UKR  | 55,53 SB    |
| 8     | Line Kloster        | NOR  | 56,44       |

#### Dreisprung
| Platz | Athletin                | Land | Weite (m) |
| ----- | ----------------------- | ---- | --------- |
| 1     | Yulimar Rojas           | VEN  | 14,91     |
| 2     | Leyanis Pérez           | CUB  | 14,87 PB  |
| 3     | Maryna Bech-Romantschuk | UKR  | 14,75 SB  |
| 4     | Shanieka Ricketts       | JAM  | 14,33     |
| 5     | Thea LaFond             | DMA  | 14,21     |
| 6     | Tori Franklin           | USA  | 14,16     |
| 7     | Keturah Orji            | USA  | 14,15     |
| 8     | Maja Åskag              | SWE  | 13,73     |

#### Kugelstoßen
| Platz            | Athletin            | Land | Weite (m) |
| ---------------- | ------------------- | ---- | --------- |
| 1                | Sarah Mitton        | CAN  | 19,54 SB  |
| 2                | Magdalyn Ewen       | USA  | 19,52     |
| 3                | Danniel Thomas-Dodd | JAM  | 19,44     |
| 4                | Chase Ealey         | USA  | 19,44     |
| 5                | Auriol Dongmo       | POR  | 19,44     |
| 6                | Adelaide Aquilla    | USA  | 19,17 SB  |
| 7                | Axelina Johansson   | SWE  | 18,72     |
| 8                | Sara Gambetta       | GER  | 18,37     |
|                  | Fanny Roos          | GBR  | NM        |
| Jessica Schilder | NED                 | NM   |           |

#### Diskuswurf
| Platz | Athletin             | Land | Weite (m) |
| ----- | -------------------- | ---- | --------- |
| 1     | Jorinde van Klinken  | NED  | 66,77     |
| 2     | Valarie Allman       | USA  | 66,18     |
| 3     | Sandra Perković      | CRO  | 65,26 SB  |
| 4     | Claudine Vita        | GER  | 62,96     |
| 5     | Kristin Pudenz       | GER  | 62,82     |
| 6     | Liliana Cá           | POR  | 61,47     |
| 7     | Shanice Craft        | GER  | 60,73     |
| 8     | Mélina Robert-Michon | FRA  | 60,64     |